# Amphineurus edentulus
Amphineurus edentulus är en tvåvingeart som beskrevs av Alexander 1939. Amphineurus edentulus ingår i släktet Amphineurus och familjen småharkrankar. Inga underarter finns listade i Catalogue of Life.